# Jean-Luc Margot
Jean-Luc Margot (n. 1969) é um astrônomo belga e professor na Universidade da Califórnia em Los Angeles, onde leciona ciência planetária. Ele descobriu e estudou vários asteróides binários utilizando radiotelescópios e telescópios. Margot obteve as primeiras imagens de um asteróide binário próximo a Terra e descreveu a formação de asteróides binários como um processo de aceleração entre os corpos. Margot e sua equipe estudaram a influência da luz solar na órbita dos asteróides, os chamados efeito Yarkovsky e efeito YORP. Margot também determinou que o planeta Mercúrio deve possuir um núcleo fundido através da análise de pequenas variações na taxa de rotação do planeta.

## Descobertas
| Nome                                       | Data da descoberta      | Telescópio                 |
| (87) Sylvia I Romulus[1]                   | 18 de Fevereiro de 2001 | Keck II Adaptive Optics    |
| (22) Kalliope I Linus[1]                   | 29 de Agosto de 2001    | Keck II Adaptive Optics    |
| S/2003 (379) 1                             | 14 de Agosto de 2003    | Keck II Adaptive Optics    |
| (69230) Hermes binary                      | 18 de Outubro de 2003   | Radiotelescópio de Arecibo |
| (702) Alauda I Pichi üñëm[2]               | 26 de Julho de 2007     | VLT Adaptive Optics        |
| 1 com Michael E. Brown 2 com Patricio Rojo |                         |                            |

## Prêmios e homenagens
- Margot ganhou o prêmio Harold C. Urey da Sociedade Astronômica Americana em 2004.
- O asteróide 9531 Jean-Luc foi nomeado em sua homenagem.